# Indonésiens
Les Indonésiens sont les citoyens de l'Indonésie, indépendamment de leur appartenance ethnique ou religieuse. En 2018, la population indonésienne est la quatrième la plus importante du monde.
Il y a plus de 1 300 ethnies en Indonésie,, ce qui en fait un pays archipel multiculturel avec une diversité de langues, de cultures et de croyances religieuses. La population de l’Indonésie selon le recensement national de 2020 était de 270,2 millions d’habitants. 56 % vivent sur l’île de Java[51], l’île la plus peuplée du monde. Environ 95 % des Indonésiens sont des Indonésiens de souche (natifs anciennement regroupés sous le nom de « Pribumi »), principalement d’origine austronésienne et mélanésienne, avec 40 % de Javanais et 15 % de Sundanais formant la majorité ; les 5 % restant sont des Indonésiens d’ascendance étrangère, tels que les Indonésiens arabes, chinois, indiens et métis indo.

## Ethnographie
Il y a plus de 1 300 groupes ethniques en Indonésie. Ce nombre fait de l’Indonésie l’un des pays les plus diversifiés au monde. 95% d’entre eux sont d’ascendance indonésienne

## Diaspora
La diaspora indonésienne désigne l'ensemble des personnes d'origine indonésienne établies en dehors de l'Indonésie. Le terme s'applique aussi bien aux Indonésiens de naissance qu'aux descendants d'Indonésiens, qu'ils soient citoyens indonésiens ou d'un autre pays. D’après la base de données du ministère indonésien des Affaires étrangères, au 30 septembre 2023, pas moins de 2 276 722 citoyens indonésiens vivaient à l’étranger.